# Лейкуд (Вашингтон)
Лейкуд (на английски: Lakewood) е град в окръг Пиърс, щата Вашингтон, САЩ. Лейкуд е с население от 58 211 жители (2000) и обща площ от 49,1 km². Намира се на 80 m надморска височина. ЗИП кодът му е 98498, 98499, а телефонният му код е 253.